# Pintinho
Carlos Alberto Gomes, plus connu sous le nom de Pintinho ou encore de Carlos Alberto Pintinho (né le 25 juin 1955 à Rio de Janeiro), est un joueur de football international brésilien, qui évoluait au poste de milieu de terrain.

## Biographie

### Carrière en sélection
Avec l'équipe du Brésil, il dispute 3 matchs (pour aucun but inscrit) entre 1977 et 1979. Il figure notamment dans le groupe des sélectionnés lors de la Copa América de 1979, l'équipe du Brésil se classant 3e de la compétition.
Il participe également aux Jeux olympiques de 1972 organisés à Munich.

## Palmarès
Fluminense
- Championnat de Rio de Janeiro (4) :
  - Champion : 1973, 1975, 1976 et 1985.